# Logelheim
 Logelheim  (en alsacià Logele) és un municipi francès, situat a la regió del Gran Est, al departament de l'Alt Rin. L'any 2006 tenia 802 habitants.

## Demografia
| 1962 | 1968 | 1975 | 1982 | 1990 | 1999 |
| ---- | ---- | ---- | ---- | ---- | ---- |
| 290  | 301  | 385  | 395  | 406  | 585  |

## Administració
| Període   | Identitat     | Partit |
| --------- | ------------- | ------ |
| 1995-2006 | Léonard Haenn |        |
| 2006-     | Jacques Olry  |        |